# كاسترول

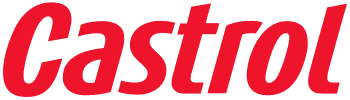
كاسترول شعار 2001

كاسترول (بالإنجليزية: Castrol) شركة بريطانية متخصصة في صناعة المُزلّقات. أسست عام 1889م في لندن، ويقع مقرها في ليفربول بالمملكة المتحدة، وتعتبر الآن شركة عالمية لتصنيع مزلقات السيارات.
كاسترول هي علامة تجارية بريطانية عالمية للمُزلّقات الصناعية والسيارات تقدم مجموعة واسعة من الزيوت والشحوم والمنتجات المماثلة لمعظم تطبيقات التزليق.

## التاريخ
تأسست شركة ويكفيلد أويل على يد تشارلز تشيرز ويكفيلد في عام 1899. نشأت العلامة التجارية «كاسترول» بعد أن أضاف الباحثون زيت الخروع إلى تركيبات زيوت التشحيم الخاصة بهم.
في عام 1966، استحوذت شركة «زيوت بورمة» على كاسترول، والتي أعيدت تسميتها باسم بورما-كاسترول.
تم شراء بورما-كاسترول من قبل شركة (بي بي) متعددة الجنسيات ومقرها لندن في عام 2000.

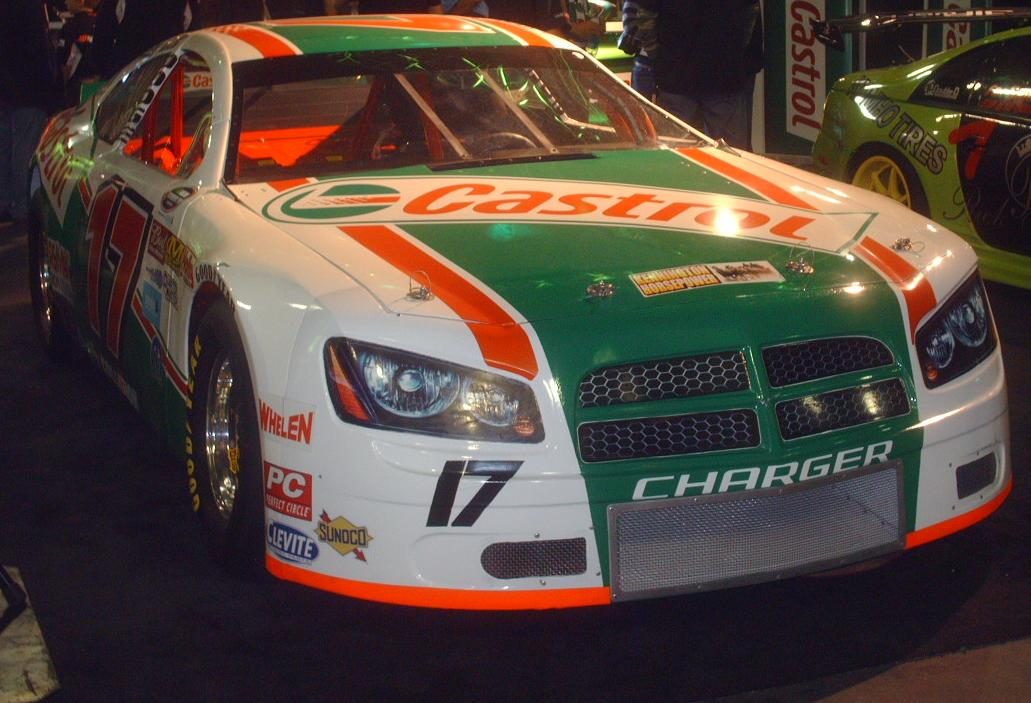
ترعى كاسترول سلسلة ناسكار باينتي (المعروفة سابقًا باسم ناسكار)السيارة نوع دودج تشارجر

## الرعايات

### رياضة السيارات
شاركت العلامة التجارية في الفورمولا ون لسنوات عديدة، حيث قدمت إلى عدد من الفرق، بما في ذلك
ماكلارين (1979-1980 و2017-2020)
ويليامز (1997-2005)
فريق لوتس (1992-1993)
برابهام (1983–1984)
جاكوار (2000-2004)
رينو (2017 إلى الوقت الحاضر)
والتر وولف ريسينغ.
قامت كاسترول برعاية فريق فورد رالي العالم وإم سبورت في بطولة العالم للراليات منذ عام 2003، وفريق مصنع تشيب جاناسي ريسينغ فورد جي تي من عام 2016 إلى عام 2019.
كما قامت برعاية أنشطة فولكس فاجن موتورسبورت في رالي داكار ولاحقاً في بطولة العالم للراليات منذ 2005.
وأيضاً أنشطة أودي سبورت في سباقات الرالي والجولات برعاية كاسترول، بالإضافة إلى برنامج نماذج لي مانز بروتوتيب منذ عام 2011.
ورعت كاسترول أيضا بي إم دبليو موتورسبورت من 1999 إلى 2014.
حصلت شركة تويوتا موتور سبورت على رعاية كاسترول  في بطولة العالم للراليات من 1993 إلى 1998، وقد فعلت ذلك أيضاً مع هيونداي مورتوسبورت من 2000 إلى 2002.
حصل فريق مصنع هوندا في بطولة العالم للسيارات السياحية على رعاية كاسترول منذ عام 2012.
وفي آول اليابان جي تي، بطولة تومس تويوتا سوبرا ولاحقاً حصلت هوندا موغان ن.س.إكس على رعاية كاسترول.
في أمريكا الشمالية، كانت كاسترول راعياً نشطاً لسباق الرابطة الوطنية هوت رود.
قامت كاسترول برعاية جون سباق القوة تحت علامة جي تي إكس التجارية من عام 1987 حتى نهاية موسم 2014.
أيضاً، حظي آل أميريكا ريكارز على رعاية كاسترول في بطولة سلسلة وورلد كارت من 1996 إلى 1999.
في 2014، رعت كاسترول فريق إندي كار 500 السابق الحائزعلى جائزة إندي براين هيرت أوتوسبورت، مع المبتدئ الإنجليزي جاك هوكسورث خلف عجلة القيادة.
كاسترول هو الراعي الاسم لمضمار سباق كاسترول، وهو عبارة عن منشأة سباقات متعددة المسارات بيضاوية، وسحب، وموتوكروس في إدمونتون، ألبرتا، كندا.
كاسترول هي راعي دي جي كينينجتون في سلسلة الإطارات الكندية (ناسكار)وسلسلة كأس ناسكار.
في أستراليا، تعتبر كاسترول حالياً الراعي الرئيسي لسباق كيلي والسائق ريك كيلي، والراعي الأساسي لسباق تكفورد.
تتمتع كاسترول بتاريخ طويل مع فئة السيارات الخارقة، وبين عامي 1993 و2005، كانت كاسترول الراعي الرئيسي لفريق V8 سوبركارز بيركنز للهندسة.
كما قامت كاسترول برعاية سباق لونغ هارتس بين عامي 1995 و1999، وسباق فورد للأداء بين عامي 2007 و2009 وبول موريس موتورسبورت في عام 2010.
كاسترول بالتزامن مع رعاية سلسلة متعددة السنوات، حصلت العديد من أحداث السباق بين 2014 و2016 على حقوق تسمية كاسترول بما في ذلك كاسترول إيدج تاونزفيل 500 وكاسترول جولد كوست 600.
كانت كاسترول الراعي الرئيسي لفريق براي، المملوك لأسطورة سيارات السحب الأسترالية، فيكتور براي لمدة 17 عاماً.
كانت كاسترول الراعي الرئيسي لسباق كاسترول الدولي في كانبيرا لأكثر من 10 سنوات بين 1976 و1986.
وينطبق الشيء نفسه على رالي دولي الذي أقيم في جنوب إفريقيا وينتهي سنوياً في سوازيلاند المجاورة. كان الحدث الأكثر شهرة في رالي جنوب إفريقيا في ذلك الوقت، حتى أنهت كاسترول رعايتها لهذا الحدث.
لاحقاً، كانت بعض سيارات المنافسين فقط تحمل اللونين الأخضر والأحمر الساطع لرعاية كاسترول في أحداث الرالي الوطني، ولا سيما فريق وكلاء تويوتا.
في عام 2019، وسعت كاسترول أنشطة رعايتها من خلال إعادة تشكيل شراكة مع جاغوار، وهذه المرة بدعمها في فورمولا إي[بحاجة لمصدر] وأيضاً عمالقة سلسلة كأس ناسكار روش فنواي سباق فورد منذ موسم 2020.

### كرة القدم الأمريكية
كانت إعلانات كاسترول جزءاً من البث التلفزيوني لدوري كرة القدم الوطني لسنوات. في عام 2011، أصبحت ماركة كاسترول الراعي الرسمي لزيت المحركات للدوري، جنباً إلى جنب مع مينيسوتا الفايكنج الذي أيد أدريان بيترسون المنتج؛ تم تجديده منذ ذلك الحين حتى موسم 2017. تم إنهاء صفقة التأييد مع بيترسون في 16 سبتمبر 2014، بسبب استمرار مزاعم إساءة معاملة الأطفال.

### الكريكيت
يعتبر مؤشر كاسترول كريكيت الخاص بالفريق مؤشراً ديناميكياً على الأداء العام لفريق الكريكيت. يتم حسابه من خلال الأخذ في الاعتبار زخم الضرب، وكفاءة البولينج، وأداء الفرق في عمليات البداية السريعة، وتجاوزات الأداء القصوى والعديد من العوامل الأخرى. يصنف كاسترول للكريكيت أيضاً لاعبي الكريكيت بناءً على أدائهم العام. تم تنفيذ مبادرات تتمحور حول الهند مثل كاسترول كأس العالم كا هيرو خلال كأس العالم للكريكيت 2011.

### اتحاد الركبي
في عام 2011، وقعت كاسترول اتفاقية رعاية لمدة أربع سنوات لفريق اتحاد الرجبي الوطني الأسترالي وكراعي حقوق التسمية لبطولة الرجبي.

### كرة القدم
من عام 1995 حتى عام 1997، كان كاسترول أيضاً الراعي لقميص فريق سويندون تاون الإنجليزي.

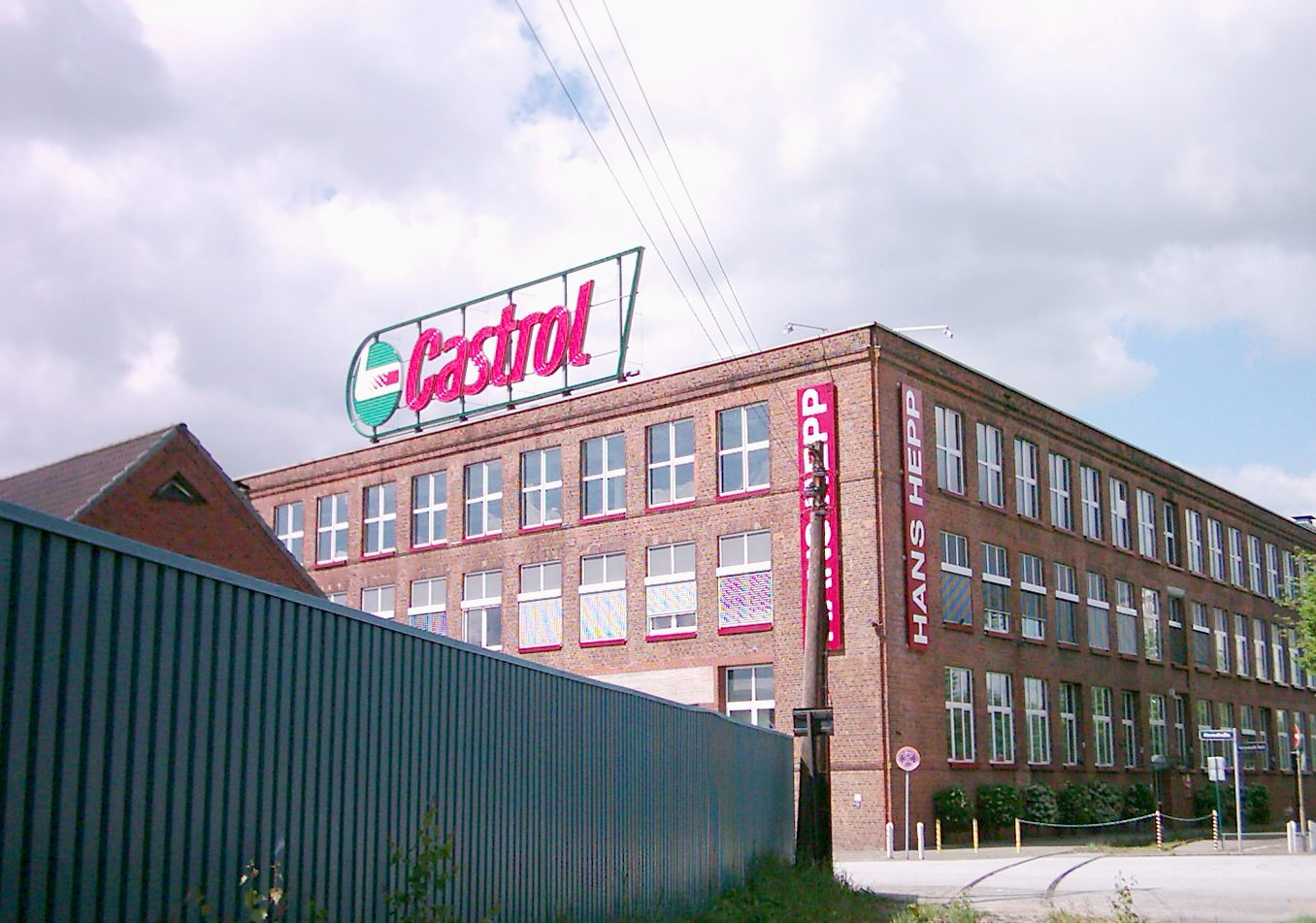
كاسترول في هامبورغ

## الإعلانات
لا تزال منتجات كاسترول تُسوق وفقاً لمخطط الألوان الأحمر والأبيض والأخضر الذي يعود تاريخه إلى إطلاق زيت محرك كاسترول في عام 1909. تميزت الإعلانات عن زيت كاسترول تاريخياً بشعار «كاسترول - هندسة السوائل»؛  تم تحديث هذا مؤخراً وإعادة تقديمه باعتباره «أكثر من مجرد نفط. إنه هندسة سائلة».
لسنوات عديدة، تم استخدام الملاحظات الافتتاحية لحركة ناكت موزيك الثانية في السيمفونية السابعة لماهلر كموضوع مميز لإعلانات كاسترول التلفزيونية.
أعلنت مركبات ويكفيلد عن الشركة وكاسترول على جانبها؛ تم صنع نماذج منها بواسطة ألعاب دينكي، وفي وقت لاحق أصبحت عناصر مطلوبة لهواة الجمع. تم تقدير أحد الأمثلة من عام 1934 إلى عام 1935، في حالة جيدة جداً إلى ممتازة، بمبلغ 1000 جنيه إسترليني إلى 1500 جنيه إسترليني في مزاد عام 2016.

## ذات صلة
الموقع الرسمي - زيت محرك كاسترول

## وصلات خارجية
- Official Site - Castrol Motor Oil

قالب:BP